# 吏部尚书列表

## 隋朝

### 文帝朝
- 虞庆则；韦世康；苏威；卢恺；韦世康；牛弘

### 炀帝朝
- 牛弘

## 唐朝

### 高祖朝
- 李綱；封德彝；楊恭仁

### 太宗朝
- 長孫無忌；杜淹；杜如晦；戴胄；高士廉；侯君集；楊師道；劉洎；馬周；盧承慶

### 高宗朝
（662年—670年稱之為司列太常伯）
- 高季輔；褚遂良；柳奭；來濟；唐臨；李義府；劉祥道；楊弘武；盧承慶；李敬玄

### 則天朝
（稱之為天官尚書）
- 韋待價；武承嗣；武三思；樂思晦；李景谌；韋安石

### 中宗朝
- 張柬之；韋安石；唐休璟；李嶠；韋巨源；蘇瓌；張嘉福

### 睿宗朝
- 宋璟；劉幽求；郭元振；畢構；蕭至忠

### 玄宗朝
- 蕭至忠；魏知古；崔日用；盧懷慎；宋璟；王晙；裴漼；宋璟；裴光庭；蕭嵩；李暠；李林甫；楊國忠

### 肅宗朝
- 房琯；韋陟；李峴

### 代宗朝
- 劉晏；李峴；崔寓；裴遵慶；劉晏；顏真卿

### 德宗朝
- 顏真卿；喬琳；蕭復；劉滋；竇參；李彤；顧少連；賈耽

### 順宗朝
- 賈耽；鄭珣瑜

### 憲宗朝
- 鄭珣瑜；高郢；李巽；鄭余慶；崔邠；韓皋；趙宗儒；張弘靖

### 穆宗朝
- 韓皋；趙宗儒；蕭俛；李絳；鄭絪；趙宗儒

### 敬宗朝
- 趙宗儒；鄭絪

### 文宗朝
- 鄭絪；王涯；崔群；令狐楚；李程；崔龜從

### 武宗朝
- 楊嗣復；李德裕；李回；高元裕；孫簡

### 宣宗朝
- 孫簡；盧鈞；王起；高元裕；李玨；崔龜從；高元裕；崔瓘；裴谂；李景讓；魏謨；蘇滌

### 懿宗朝
- 李景讓；杜審權；裴休；崔慎由；曹確；蕭倣；徐商；王鐸；蕭鄴

### 僖宗朝
- 劉鄴；李霨；歸仁晦；鄭從讜；趙隱；萧遘；韋昭度；牛藂；王徽；孔緯

### 昭宗朝
- 王徽；張濬；劉崇望；崔昭緯；徐彥若；孔緯；劉崇望；王摶；崔胤；崔遠；裴樞

### 哀帝朝
- 陆扆；薛貽矩

## 清朝

### 顺治朝
- 满：巩阿岱；谭拜；郎球；谭泰；卓罗；韩岱；陈泰；朱瑪喇；科尔昆；伊图；车克
- 汉：陈名夏；高尔俨；成克巩；金之俊；刘正宗；王永吉；卫周祚；孙廷铨

### 康熙朝
- 满：阿思哈；明安达礼；马希纳；对喀纳；明珠；吴达礼；介山；伊桑阿；达哈他；科尔坤；廖旦；阿兰泰；鄂尔多；苏赫；库勒纳；席尔达；敦拜；温达；马尔汉；富宁安；隆科多
- 汉：孙廷铨；魏裔介；杜立德；黄机；郝维讷；宋德宜；李之芳；陈廷敬；张士甄；李天馥；熊赐履；李光地；宋荦；徐潮；萧永藻；吴一蜚；张鹏翮；逊柱

### 雍正朝
- 满：隆科多；查弼纳；福敏；查郎阿；傅尔丹；杭奕禄；性桂
- 汉：田从典；朱轼；蔡珽；杨名时；宜兆熊；嵇曾筠；张廷玉；刘于义

### 乾隆朝
- 满：性桂；讷亲；高斌；来保；德沛；达尔党阿；傅森；讬恩多；永贵；讬庸；官保；阿桂；綽克託；伍弥泰；和珅；福康安；金简；保宁
- 汉：刘于义；郝玉麟；杨超曾；史贻直；陈大受；梁诗正；孙嘉淦；黄廷桂；王安国；汪由敦；刘统勋；陈宏谋；刘纶；程景伊；嵇璜；蔡新；刘墉；彭元瑞；孙士毅

### 嘉庆朝
- 满：保宁；书麟；魁伦；琳宁；德瑛；瑚图礼；秀林；松筠；铁保；英和；那彦成
- 汉：刘墉；沈初；朱珪；刘权之；费淳；邹炳泰；曹振镛；章煦；戴均元；吴璥；劉鐶之

### 道光朝
- 满：那彦成；松筠；文孚；穆彰阿；耆英；奕经；恩桂；文庆；柏葰
- 汉：劉鐶之；卢荫溥；汤金钊；潘世恩；朱士彦；卓秉恬；陈官俊；贾桢

### 咸丰朝
- 满：柏葰；花沙纳；全庆
- 汉：贾桢；翁心存；周祖培；许乃普；陈孚恩；朱凤标

### 同治朝
- 满：瑞常；文祥；宝鋆；英桂
- 汉：朱凤标；单懋谦；毛昶熙

### 光绪朝/宣统朝
- 满：英桂；载龄；灵桂；广寿；恩承；崇绮；锡珍；麟书；熙敬；刚毅；敬信；世续；奎俊
- 汉：毛昶熙；万青藜；李鸿藻；徐桐；孙家鼐；徐郙；张百熙；鹿传霖；陆润庠；李殿林